# خوزه آنتونیو کاست
خوزه آنتونیو کاست (Acción Republicana؛ زادهٔ ۱۸ ژانویهٔ ۱۹۶۶). که با حروف اول نام خود JAK نیز شناخته می‌شود، یک وکیل و سیاست‌مدار اهل شیلی است.
در سال ۲۰۲۱ کاست یکی از نامزدهای ریاست جمهوری شیلی شد و پیروز دور اول انتخابات بود ولی در دور دوم از گابریل بوریچ شکست خورد.
او از سال ۲۰۰۲ تا ۲۰۱۸ به عنوان یکی از اعضای اتاق نمایندگان به نمایندگی از ناحیه ۲۴ پنیالولن و لا رنا خدمت کرد. او تا سال ۲۰۱۶ عضو اتحادیه دمکراتیک مستقل بود و تا سال ۲۰۱۹ که حزب محافظه‌کار [[حزب جمهوری‌خواه شیلی و اندیشکده ایده‌های جمهوری‌خواه را تشکیل داد، به یک سیاستمدار مستقل تبدیل شد. کاست قبلاً به عنوان یک نامزد مستقل در انتخابات ۲۰۱۷ نامزد ریاست جمهوری شد و از سال ۲۰۱۸ رهبر حزب جمهوری‌خواه (Acción Republicana) بود.
کاست سیاستمداری پوپولیست است که از قانون و نظم و سیاست‌های بازار آزاد حمایت می‌کند، در حالی که با سقط جنین، ازدواج همجنس گرایان و مهاجرت غیرقانونی مخالف است.

## زندگی شخصی
پدر و مادرش، مایکل کاست شیندل و اولگا ریست هاگسپیل، از ایالت باواریا اصالت داشتند. پدرش یک ستوان در ارتش آلمان نازی بود، که در دسامبر ۱۹۵۰ در جریان نازی‌زدایی آلمان و ساکن شدن در بوئین، یک کمون در بخش مایپو در استان سانتیاگو (کلان‌شهر سانتیاگو فعلی) به شیلی گریخت. منطقه).[۳][۴][۵][۶][۷]